# كارل جوزيف نيكلاس
كارل جوزيف نيكلاس (بالإنجليزية: Karl J. Niklas)‏ (1948 - ) هو أستاذ ليبرتي هايد بيلي في قسم بيولوجيا النبات، كلية التكاملية علوم النبات في جامعة كورنيل. ومن المعروف انه لعمله على الميكانيكا الحيوية النباتية، وقياس التنامي، والتشكل وظيفية، وللمساهمات طويلة الأمد له في البيولوجيا التطورية فهم النبات، وخاصة مصنع الأرض في وقت مبكر أنماط تنويع التطورية و مورفوسبايسس.